# Вынжу-Маре
Вынжу-Маре (рум. Vânju Mare) — город в Румынии в составе жудеца Мехединци.

## История
Упоминается в документах начиная с 1772 года.
В 1968 году Вынжу-Маре получил статус города.